# 道割草物語
『道割草物語』（みちわりくさものがたり）は武川慎による日本の漫画作品。ウェブコミック配信サイト『COMIC メテオ』にて2016年1月6日まで連載。副題は「Vampire after the Doomsday」。話数の単位は「Scene.○○」武川慎の初コミックス、上下巻。

## 作品概要
人間達が消えて二十数年。
廃墟に残された彼女達は、今日も楽しく愛情豊かに暮らしています。
荒廃した世界で互いの血を吸い合って生き続ける、吸血鬼たちの物語。
- 荒廃した世界で互いの血を吸い合って生き続ける、吸血鬼たちの物語。 新しい面白さがここにある！

## 登場人物

### 主要人物
璃奈（りな）
ツインテールにリボンを着けた少女。昔は大人しくて気弱な性格であったが、長い年月を経て性格が変化した。
木登りが得意だが、木に登ったまま降りられなくなった猫を助けた際は着地に失敗していた。虫が好きで、聖良が同じ虫好きと知って理解者が現れたと喜んでいた。
みさお
銀髪赤眼の少女。一家の主で最年長。
昔（本人曰く、吸血鬼がヒルコと呼ばれていた頃）は田舎で目立たない様に暮らしていたが、神様扱いを受けていて、自身への「お供え物」として差し出された璃奈と仲良くなるが、何らかの理由で璃奈と逃避行する事態に陥り、逃げ延びた璃奈とみさおは永遠の愛を誓い、死にかけた璃奈を「宿し直した」事が璃奈の口から語られた。
妹の静とは以前から意見が合わず、人間に対する考え方や璃奈を宿し直したことなどで度々喧嘩をしていたが、蘭のある行為が決定打となり大喧嘩の末に不仲になっている。
葵（あおい）
黒髪ロングヘアの女性。面倒くさがりな性格だが頼りになる一面もある。久美子に毎晩「愛の講義」をしている。
久美子（くみこ）
眼鏡を掛け、結い上げた髪型に十字架型の髪飾りと髪留めを着けた女性。口うるさいが面倒見がよく、大の猫好き。高い所が苦手である模様。
元は人間であったが「宿し直し」を受けて吸血鬼になった。聖良とは（吸血鬼になってからの年齢で）同い年。

### 静とメイド達
静（しずか）
みさおの妹。
聖良（せいら）
静のメイド。久美子とは（吸血鬼になってからの年齢で）同い年。元は人間であったが、人類最後の年に悪漢から蘭によって救われたものの瀕死の重傷を負い、彼女に宿し直されて吸血鬼になった。
蘭への誤解を解く事と、みさおと静の仲違いを解消する目的でキャラバンに紛れ込み、みさお達の前に現れた。蘭の行為を「必要悪」「蘭の行為によって救われた者も本当にたくさんいた」と擁護している。
蘭（らん）
聖良の母親で静のメイド長。融通が利かず怒りやすい性格。葵の師匠。血液以外の物を摂取しない主義。
人類最後の年に無法状態で悪事を働く犯罪者達を皆殺しにしたことと、その最中に銃の弾丸が尽きて刀を使用したことで、みさおの顰蹙を買い、葵と確執が生じた。
撫子（なでしこ）
静のメイド。

### 白銀杯参加者
槐（えんじゅ）

紫陽花（あじさい）

ツツジ

梅

真理（まり）

### その他の登場人物
タレ目
本名不明。三つ編みを左肩にのせた女性吸血鬼。
信春（のぶはる）
真理と行動を共にしている男性吸血鬼。

## 作中用語
吸血鬼
栄養の補給は血液のみで事足りるらしく、人間が食べるものは吸血鬼達の間では嗜好品扱いされている。
宿し直し

人間
ウイルス「神のサイコロ」（後述）で滅んでいるが、宿し直しを受けて吸血鬼になった者もいる。
キャラバン
取引は物々交換で行われる。
親睦会

神のサイコロ
名前のみ登場。人類が存在していた頃、とある宗教団体によって各地に散布された地球上の全ての人類に感染するウイルス。
白銀杯
葵と蘭の関係改善を図ろうとした璃奈がタレ目に提案し、彼女の全面協力で開催された武闘会。
太刀花（たちばな）
吸血鬼の社会を護るための吸血鬼のみで構成された特殊部隊。